# 朗贝库尔-索迈讷
朗贝库尔-索迈讷（法語：Rembercourt-Sommaisne，法語發音：[ʁɑ̃bɛʁkuʁ sɔmɛn]）是法国默兹省的一个市镇，属于巴勒迪克区。该市镇于1972年由原市镇朗贝库尔欧波（Rembercourt-aux-Pots）和索迈讷（Sommaisne）合并而成。

## 地理
朗贝库尔-索迈讷（48°54'37"N, 5°10'44"E）面积22.32 平方千米，位于法国大東部大區默兹省，该省份为法国西北部内陆省份，北与比利时接壤，西接马恩省和阿登省，南至上马恩省和孚日省，东临默尔特-摩泽尔省。
与朗贝库尔-索迈讷接壤的市镇（或旧市镇、城区）包括：博西特、莱欧德谢、艾尔河畔库尔塞勒、小埃里兹、巴鲁瓦地区利勒、阿戈讷地区普雷、赖瓦勒、沃布库尔。

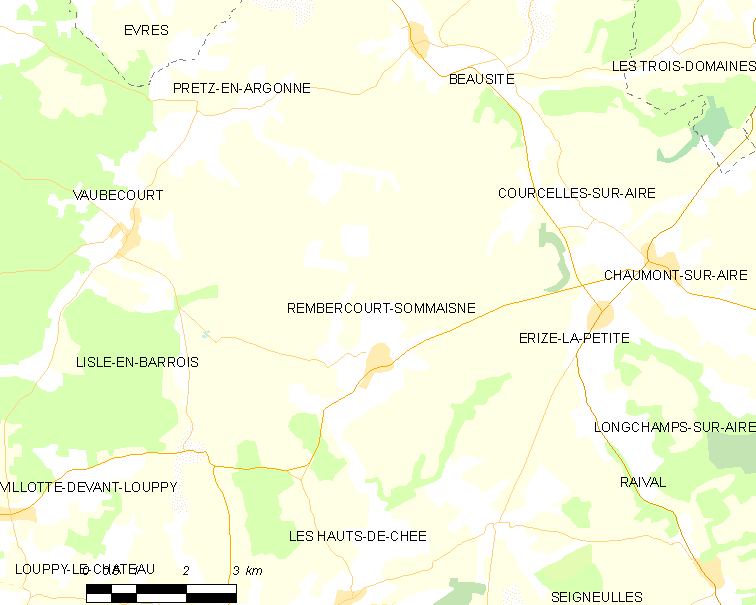
朗贝库尔-索迈讷的OSM定位图

朗贝库尔-索迈讷的时区为UTC+01:00、UTC+02:00（夏令时）。

## 行政
朗贝库尔-索迈讷的邮政编码为55250，INSEE市镇编码为55423。

## 政治
朗贝库尔-索迈讷所属的省级选区为奥尔南河畔勒维尼县。

## 人口

1962-2008年间朗贝库尔-索迈讷人口变化图示

朗贝库尔-索迈讷于2022年1月1日时的人口数量为311人。